# マンフレッド・ストール

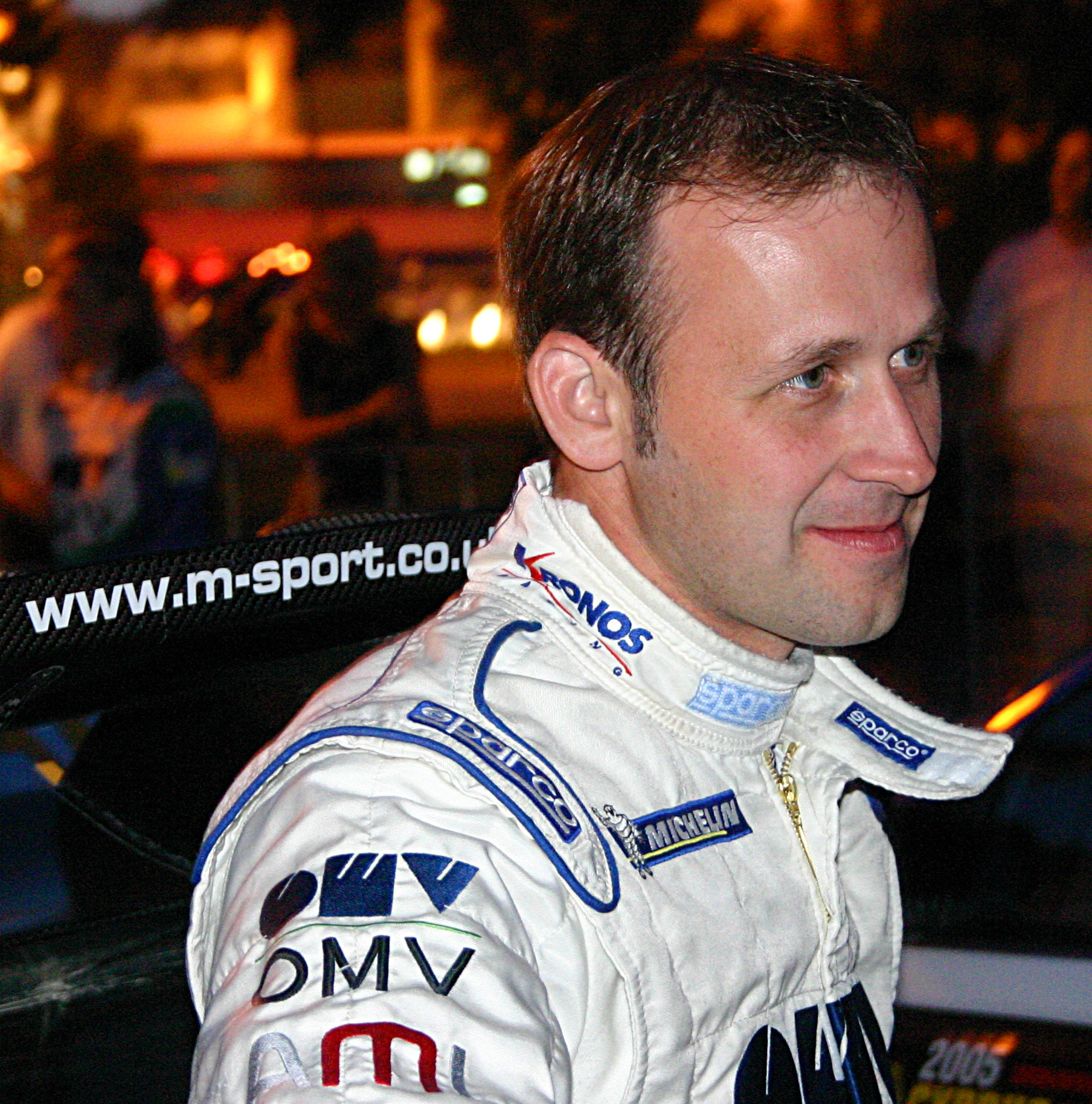
2005年キプロス・ラリーにて

マンフレッド・ストール（Manfred Stohl、1972年7月7日 - ）は、オーストリア・ウィーン出身のラリードライバー、実業家。
ストール・レーシング、およびコンストラクラー『STARD』の設立者。
WRC（世界ラリー選手権）で通算100戦以上にエントリーしながら、総合優勝できなかった数少ないドライバーの一人である。一方でグループN車両によるFIAプロダクションカップでは2000年にタイトルを獲得している。

## 概要

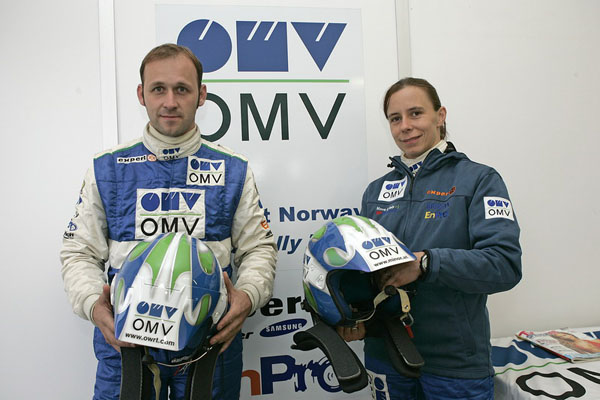
ナビのイルカ・ミノール（右）と撮影

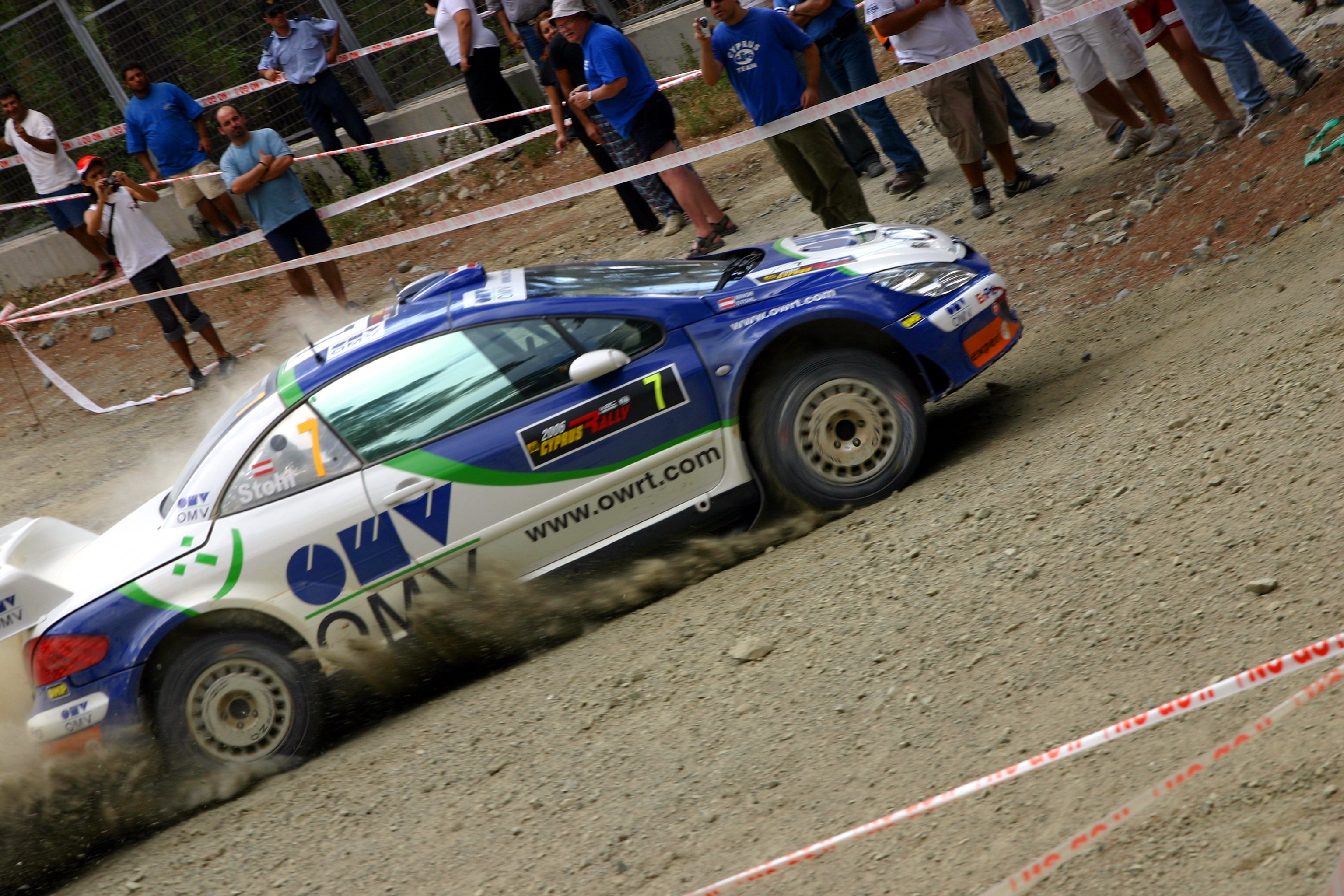
2006年キプロス・ラリーにてプジョー・307 WRCをドライブ

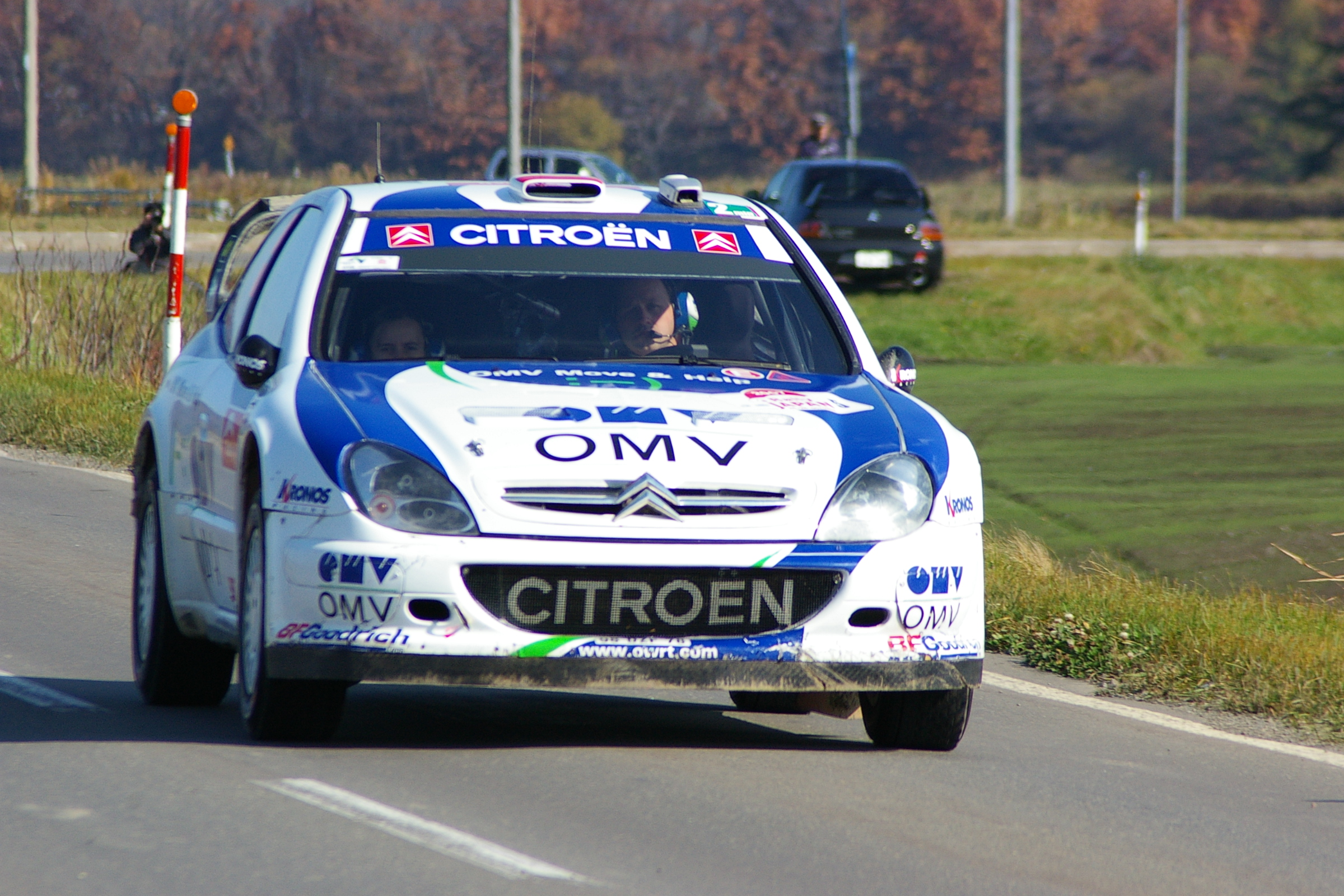
2007年ラリージャパンにてシトロエン・クサラWRCをドライブ

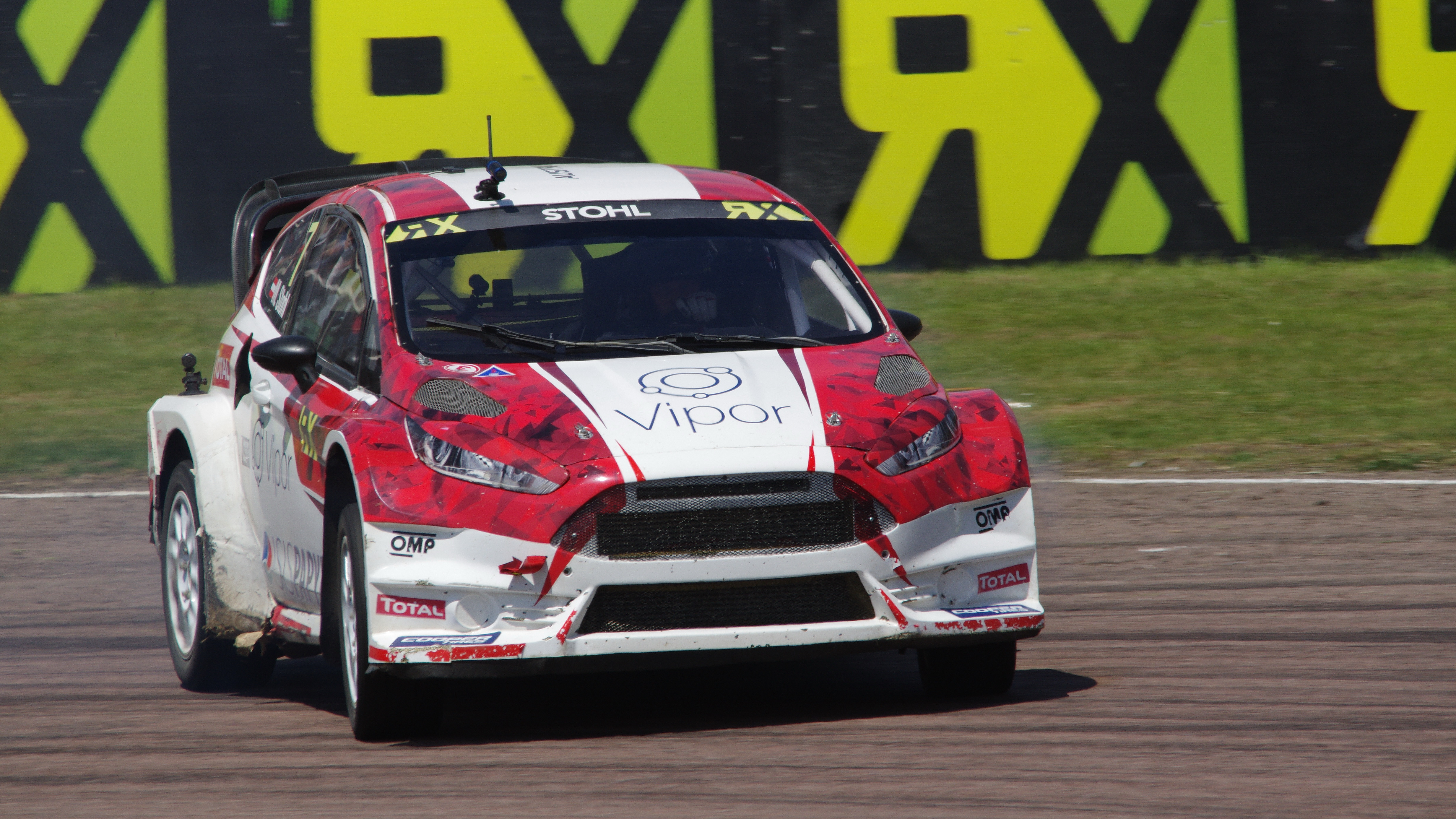
2015年リッデンヒルにてフォード・フィエスタRXスーパーカーをドライブ

父のルディ・ストールもラリードライバーで、彼を追いかける形でラリーの世界に身を投じた。
1991年のコートジボワール・ラリーで、ケイ・ガーラッハがコドライバーとしてアウディ・90クワトロをドライブした。彼は翌年も参戦して7位に入り、WRCポイントを初獲得した。以降もアウディでWRCに年間数戦ほど参戦した。
1996年にはアルゼンチンの一戦のみだが555のスバル・インプレッサWRCをドライブしている。ナビは1993年から様々な者と組んでいたが同年から、同じオーストリア人のピーター・ミューラーがレギュラーとなった。
1997年にラリーアート・ドイツと契約し、FIAプロダクションカップ (PWRCの前身)で三菱・ランサーエボリューションをドライブ。1997年に年間3位、1998年に2位、1999年に4位と好成績を残し続け、2000年にタイトルを獲得した。
しかしステップアップの機会には恵まれず、2004年までの間にランエボやフィアット・プントS1600、トヨタ・カローラWRC、フォード・フォーカス RS WRC、ヒュンダイ・アクセントWRC、プジョー・206 WRCといった型落ちマシンをそれぞれ年間数戦ほどドライブするに留まった。
2002年から女性のイルカ・ミノールへとナビが交代。以降WRC参戦は全て彼女と組むこととなる。
2003年のラリーGBでは206 WRCで10年ぶりにポイントを獲得。2004年には母国オーストリアの石油会社であるOMV支援するチームで206 WRCをドライブし、2戦で入賞した。
2005年にOMVでシトロエン・クサラWRCをドライブ。キプロス・ラリーでセバスチャン・ローブに次ぐ2位で初表彰台を獲得し、関係者を驚かせた。最終戦ラリー・オーストラリアでも3位表彰台を獲得し、フル参戦ではなかったがランキング9位を得た。
2006年はワークス撤退したプジョーのセミワークス格である、OMVプジョー・ノルウェーWRTでプジョー・307 WRCをドライブ。チームメイトはヘニング・ソルベルグ。この年からマニュファクチャラーズエントリーはM1、M2に別れ、OMVプジョー・ノルウェーWRTはM2登録でターマックイベントをすべて欠場したが、ストールだけはターマックイベントもマニュファクチャラーズ登録外で出場、全16戦にエントリーした。前半戦から安定した走りを見せ、最終的には4回表彰台を獲得し、自身最高のランキング4位となった。
2007年には一年限定でシトロエンのワークス格となったOMVクロノスで、クサラWRCをドライブ。僚友セバスチャン・ローブがタイトルを防衛する一方、ストールは最高6位・ランキング9位に終わり、一年で放出された。
2012年のラリー・ニュージーランドでWRCにスポット参戦し、レギュラードライバーのダニエル・オリベイラに代わってブラジル・ワールド・ラリー・チームのフォード・フィエスタWRCをドライブ（10位）。これが最後のWRC参戦となった。
これ以降はオーストリア、さらには5年間中国のラリー選手権に参加。2021年はオペル・コルサのEVラリーカーのステアリングを握っている。
またWorld RX（世界ラリークロス選手権）にも2014年にペター・ソルベルグのチームからスポット参戦しシトロエン・DS3をドライブ。翌2015年からワールドRXチーム・オーストリアとしてフォード・フィエスタでフル参戦し、年間11位となった。
2022年にはハンガリー国内のラリークロスにおいて、ストール自身がSTARD開発のEVマシンのステアリングを握り、優勝している。

### コンストラクターとして

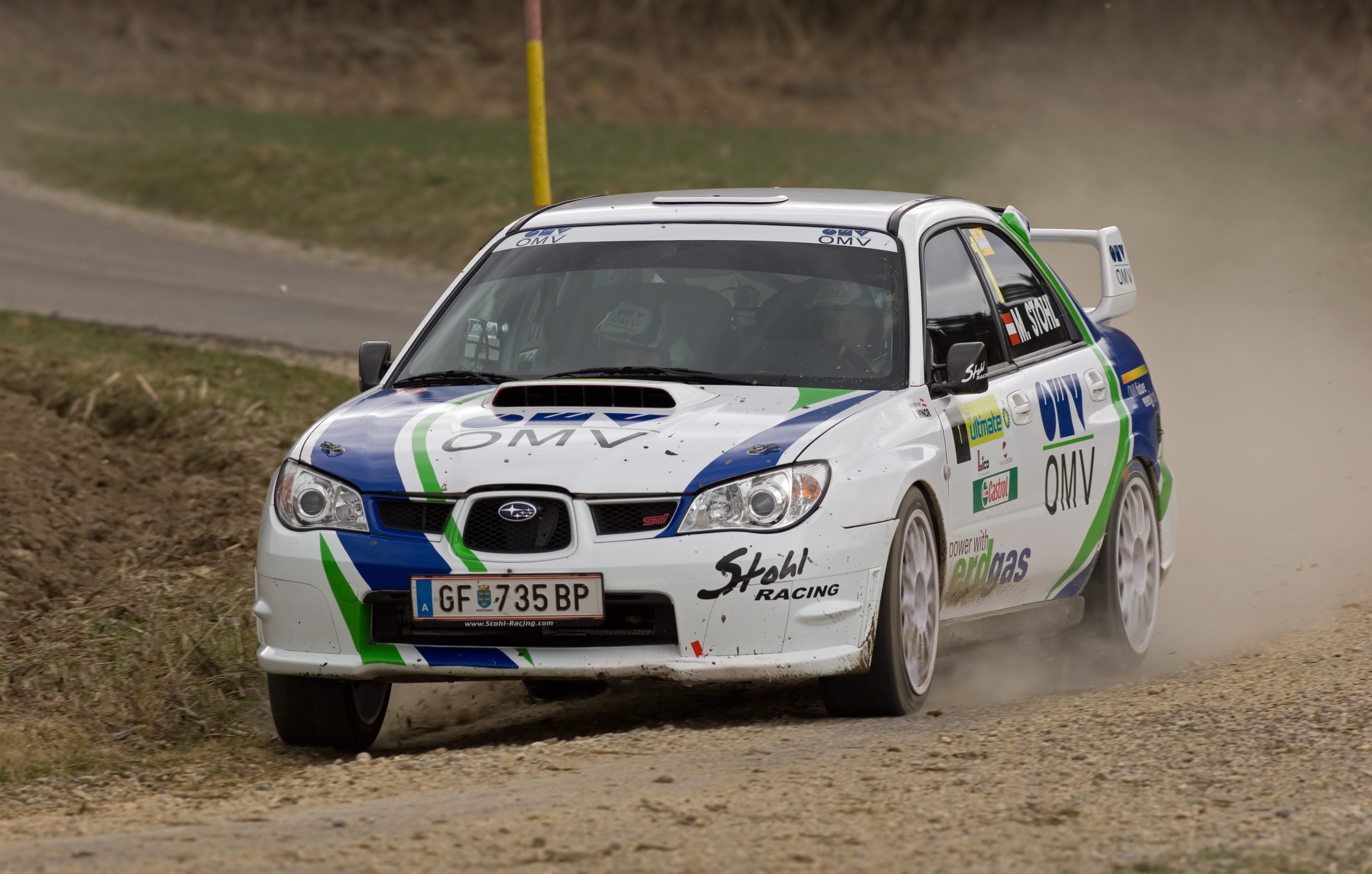
2009年オーストリア国内ラリーにて、CNG仕様のインプレッサをドライブ

00年代後半から、以前より所有していた『ストール・レーシング』としてグループNやR4のスバル・インプレッサ WRX STIの開発を行った。スバル・フォレスターのダカール参戦の際も開発に参加している。代替パワートレインの開発にも熱心で、CNG（天然ガス）を燃料とするラリーカーの開発も行っていた。
また"技術家集団"とメディアに紹介されるコンストラクターの『STRAD』も設立。2016年に起亜自動車のTCR車両開発を担った。新井大輝もSTARDからイルカ・ミノールをナビとしてERC（欧州ラリー選手権）に参戦した。World RXでもチーム・オーストリアのマシン開発を行い、ストール自身の他にDTM王者のティモ・シャイダーが参戦した。
古くから電動車両の開発にも取り組んでおり、2世界ラリークロス選手権やSTCC（スカンディナヴィア・ツーリングカー選手権）の電動規定車両の公式サプライヤーに就任している。
2023年のパイクスピーク・ヒルクライムには、フォード・パフォーマンスとSTARDが共同開発したEVバンの「フォード・パフォーマンス・スーパーバン4.2」が参戦。3モーターで1400馬力を発生するモンスターマシンで、レコードホルダーのロマン・デュマがドライブしてオープンクラス1位・総合2位となった。